# Вишкварко Віктор Валентинович
Ві́ктор Валенти́нович Вишкварко (нар. 18 серпня 1969 — 8 вересня 2015) — сержант Збройних сил України, учасник російсько-української війни.

## Життєпис
Народився 1969 року в місті Київ, Солом'янський район. 1984 року закінчив 8 класів ЗОШ № 178 міста Києва (сучасна гімназія № 178). Пройшов строкову військову службу в лавах ЗС СРСР.
На фронт пішов добровольцем у серпні 2014 року; сержант 128-ї гірсько-піхотної бригади, старший майстер.
8 вересня 2015-го загинув від смертельного поранення в голову внаслідок бойового зіткнення на блокпосту з ДРГ терористів: вночі з 01:40 до 02:10 було здійснено спробу прориву української оборонної лінії в урочищі Шаров Кут поблизу села Сизе Станично-Луганського району.
Похований у Києві на Совському цвинтарі.
Без Віктора лишилися брат Вишкварко Сергій, який також захищав Батьківщину — у складі 95-ї десантної бригади, й син Вишкварко Данііл.

## Нагороди та вшанування
За особисту мужність, сумлінне та бездоганне служіння Українському народові, зразкове виконання військового обов'язку відзначений — нагороджений
- орденом «За мужність» ІІІ ступеня (16.1.2016, посмертно)[1]
- 18 жовтня 2016 року на будівлі київської гімназії № 178 відкрито меморіальну дошку Віктору Вишкварку.